# زويفت
هو برنامج تدريب بدني متعدد اللاعبين واسع النطاق عبر الإنترنت؛ يتيح للمستخدمين التفاعل، وفكرته عبارة عن التدرب والتنافس في عالم افتراضي. الشركة المسؤولة عن البرنامج هي شركة زويفت، التي أسسها جون مايفيلد وأيريل مين وسكوت بارجز وأليل ميرين في مدينة كاليفورنيا، في الولايات المتحدة الأمريكية. في عام 2014، أصدِرت لعبة زويفت بنسخة تجريبية في شهر سبتمبر عام 2014. في البداية، كانت رسوم الاشتراك فيها بقيمة 10 دولارات شهريًا في شهر أكتوبر من عام 2015، وأصبح رسم الاشتراك 14.99 دولارًا في نوفمبر 2017.
زويفت أصبحت تسمح للمستخدمين بركوب الدراجات الهوائية والتنقل عبر العوالم الافتراضية، إذ يمكن للاعبين التنقل بحرية تامة، والانضمام إلى جولات وسباقات أو تدريبات جماعية منظمة من قبل مستخدمين آخرين. تستخدم زويفت تقنيات منخفضة الاستهلاك للطاقة في نقل البيانات، التي تستخدم مع وزن الرياضي وخيارات المعدات، مثل تقنيات أي أن تي والبلوتوث، لتحول جهود الرياضي إلى سرعة وقوة. المدربين الأذكياء يستخدمون مقياسًا مدمجًا للطاقة؛ ليحصلوا على دقة في قياس الواط، إضافةً إلى تمكين تجربة تقنية غامرة، إذ تطبَّق المقاومة أو تقلَّل لمحاكاة الدورة الافتراضية، وتٌقدر زويفت قوة اللاعبين استنادًا إلى المدربين المعتمدين ومنحنى القوة.
كان زويفت متاحًا فقط على أجهزة الكمبيوتر. وفي ديسمبر2016، أصبح متاحًا على أجهزة. وفي نوفمبر 2017، أصبح التطبيق متاحًا على أجهزة التلفاز من شركة أبل (IOS).   تشمل زويفت أيضًا تطبيق هاتف يسمح للمستخدمين بتغيير الاتجاه، والتقاط صور للشاشة، والتواصل عبر الرسائل، واستخدام تعزيزات القوة ومتابعة الرياضيين الآخرين. ومنذ يناير 2018، كان هنالك أكثر من 550 ألف حساب.
في ديسمبر 2018، أصدرت شركة زويفت النسخة الثانية من البرنامج، إذ استثمرت الشركة في هذه النسخة 120 مليون دولار، وأدير الاستثمار من قبل شركة هايلاند أوروبا (شركة استثمار إنجليزية). وقد أعلن -حينها- الرئيس التنفيذي للشركة إيريك مين أن الأموال ستٌنفق على توسيع الفئات. متضمنة البطولات الرياضية الإلكترونية والمزيد من التطوير لصالح زويفت رَن. احتلت زويفت المرتبة الخامسة في قائمة أكثر الشركات ابتكارًا لعام 2019 (تحديدًا قطاع الرياضة).
وفي سبتمبر 2020، جمعت زويفت 450 مليون دولار، واستخدمت هذه الأموال في تطوير المنصة الأساسية KKR للاستثمار، وأديرت من قبل شركة لبرنامج زويفت، وقدِمت الأجهزة المصممة من قبل الشركة إلى السوق.

## التاريخ المعاصر
في عامي 2012 - 2013، باع إيرك مين شركته السابقة ساكونت تكنولوجي، فقد وجد مين نفسه مقيدًا بالقيادة الداخلية مدى الحياة، وغير راضٍ عن الخيارات التفاعلية الحالية، التي كان يعتقد أن بإمكانه تحسينها من طريق جولات الركوب الجماعية. في هذا الوقت تقريبًا شاهد مين منشورًا عبر الإنترنت للمبرمج جون مايفيلد يصف فيه برنامج المدرب ثلاثي الابعاد، الذي كان يطوره بصفته مشروع هواية. وقتها اتصل مين مباشرةً بمايفيلد، وسافر إلى لوس أنجلوس للتحدث مع فيليب، واتفق الاثنان على المشاركة في تأسيس شركة حول المشروع.

### النسخة الافتراضية (بيتا)
أصدِر أول عالم افتراضي باسم جزيرة جارفيس، إذ أصدر في 30 ديسمبر عام 2014 بنسخة تجريبية. وبعد ذلك أثبت المنتج انتشاره بصورة غير متوقعة، واستقبِل 13,000 طلب للحصول على 1,000 مكان تجريبي، وأطلِق من رافا كلوب هاوس لندن، ونيويورك سيتي، وسان فرانسيسكو.
بحلول مايو 2015، انتقلت زويفت إلى الإصدار UCI التجريبي المفتوح، وقدمت نسخة افتراضية من دورة بطولة العالم للطرق في ريتشموند (فرجينيا) في 3 ديسمبر 2015. وفي 30 أكتوبر 2015، أطلِق زويفت بصفته منتجًا كاملًا برسوم اشتراك 10 دولارات شهريًا.